# Hakea macraeana
Hakea macraeana är en tvåhjärtbladig växtart som beskrevs av F. Müll.. Hakea macraeana ingår i släktet Hakea och familjen Proteaceae. Inga underarter finns listade i Catalogue of Life.